# بالگردگاه کانگاتسیاک
بالگردگاه کانگاتسیاک (به انگلیسی: Kangaatsiaq Heliport) یک فرودگاه همگانی است . این فرودگاه در شهر کانگاتسیاک کشور گرینلند قرار دارد.